# Cemeng (Donorojo)
Cemeng is een bestuurslaag in het regentschap Pacitan van de provincie Oost-Java, Indonesië. Cemeng telt 2605 inwoners (volkstelling 2010).